# FIFA 09
FIFA 09 je 16 naslov u serijalu nogometnih videoigara FIFA. Proizvođač je EA Canada, a izdavač EA Sports (oba u vlasništvu Electronic Artsa). U Australaziji je igra izašla 2. listopada 2008., 3. listopada 2008. u Europi te 14. listopada u SAD-u (Sjevernoj Americi). Verzija za N-Gage je izašla 18. studenog 2008.

## Licence
Na igri FIFA 09 nalazi se preko 500 licenciranih nogometnih klubova u 40 liga, kao i 41 nogometna reprezentacija (dvije više nego u FIFA-i 08).

### Lige
- A-League
- Austrian Bundesliga1
- Belgium Pro League
- Campeonato Brasileiro2
- Gambrinus liga
- SAS Ligaen
- FA Premier Liga
- Football League Championship
- Football League One
- Football League Two
- Ligue 1
- Ligue 2
- Bundesliga
- 2. Bundesliga
- FAI Eircom League
- Serie A3
- Serie B4 5
- K-League
- Primera División Mex
- Eredivisie
- Tippeligaen
- Polska Liga6
- Liga Sagres
- SPL
- Liga BBVA
- Liga Adelante
- Allsvenskan7
- Axpo Super League
- Turkcell Süper Lig
- Major League Soccer

Bilješke: 

1SC Rheindorf Altach i SK Sturm Graz imaju nelicenciran logo.
2Goiás EC i SC Internacional imaju nelicencirano ime, dres i logo.
3Bologna, Catania Calcio, Cagliari Calcio, Genoa, S.S.C. Napoli i Palermo imaju nelicencirano ime, dres i logo.
4A.C. Ancona, A.S. Cittadella, Salernitana Calcio 1919 imaju nelicencirano ime, dres i logo.
5Modena FC i Treviso F.B.C. 1993 imaju službeni dres iz prošle sezone. 
6Piast Gliwice, Polonia Warsaw i Śląsk Wrocław imaju nelicencirano ime, dres i logo.
7AIK Fotboll, Djurgårdens IF, Hammarby IF i IFK Göteborg imaju nelicencirano ime, dres i logo.

### Rest of World
Rest of World (hr: "Ostatak svijeta") liga je gdje su poznatiji klubovi iz liga koje nisu gore navedene. U Rest of Worldu se također nalaze klubovi koje igrač sam napravi.
| - AEK Atena - Boca Juniors - Corinthians - FC Lausanne - FC St.Gallen - Fortaleza - Juventude - Kaizer Chiefs - Olympiacos CFP - Orlando Pirates | - Panathinaikos - PAOK - Paraná - Ponte Preta - River Plate - São Caetano - Servette FC - Zagłębie Lubin - Classic XI - World XI |

## Stadioni
| #  | Ime                      | Država       | Nogometni klub                   |
| -- | ------------------------ | ------------ | -------------------------------- |
| 1  | St James' Park           | Engleska     | Newcastle United F.C.            |
| 2  | Emirates Stadium         | Engleska     | Arsenal FC                       |
| 3  | Anfield                  | Engleska     | FC Liverpool                     |
| 4  | Old Trafford             | Engleska     | Manchester United                |
| 5  | Stamford Bridge          | Engleska     | Chelsea FC                       |
| 6  | White Hart Line          | Engleska     | Tottenham Hotspur                |
| 7  | Wembley Stadium          | Engleska     | Engleska reprezentacija          |
| 8  | Park des Princes         | Francuska    | Paris Saint-Germain              |
| 9  | Stade Gerland            | Francuska    | Lyon                             |
| 10 | Stade Velodrome          | Francuska    | Marseille                        |
| 11 | Stade Felix Bollaert     | Francuska    | RC Lens                          |
| 12 | Delle Alpi               | Italija      | Juventus i Torino F.C.           |
| 13 | Stadio Olimpico          | Italija      | AS Roma i Lazio                  |
| 14 | San Siro                 | Italija      | AC Milan i Inter Milan           |
| 15 | Allianz Arena            | Njemačka     | FC Bayern München i 1860 München |
| 16 | Signal Iduna Park        | Njemačka     | Borussia Dortmund                |
| 17 | HSH Nordbank Arena       | Njemačka     | HSV                              |
| 18 | Olympiastadion Berlin    | Njemačka     | Hertha Berlin                    |
| 19 | BayArena                 | Njemačka     | Bayer Leverkusen                 |
| 20 | Veltins Arena            | Njemačka     | FC Schalke 04                    |
| 21 | Commerzbank Arena        | Njemačka     | Eintracht Frankfurt              |
| 22 | Mercedes-Benz Arena      | Njemačka     | WfB Stuttgart                    |
| 23 | AWD Arena                | Njemačka     | Hannover 96                      |
| 24 | Estadio Mestalla         | Španjolska   | Lyon                             |
| 25 | Estadio Vicente Calderon | Španjolska   | Atlético Madrid                  |
| 26 | Camp Nou                 | Španjolska   | FC Barcelona                     |
| 27 | Estadio Azteca           | Meksiko      | Club América                     |
| 28 | Estadio Jalisco          | Meksiko      | CD Guadalajara i F.C. Atlas      |
| 29 | Amsterdam ArenA          | Nizozemska   | Ajax Amsterdam                   |
| 30 | Estádio da Luz           | Portugal     | S.L. Benfica                     |
| 31 | Estádio do Bessa         | Portugal     | Boavista F.C.                    |
| 32 | Estádio do Dragão        | Portugal     | Porto                            |
| 33 | Estádio José Alvalade    | Portugal     | Sporting C.P.                    |
| 34 | Daegu Sports Complex     | Južna Koreja | Daegu FC                         |
| 35 | Seoul World Cup Stadium  | Južna Koreja | FC Seoul                         |
| 36 | Millennium Stadium       | Škotska      | Velška reprentacija              |
| 37 | Home Depot Center        | SAD          | LA Galaxy, Chivas USA            |

## Vanjske poveznice
- Službena stranica igre